# Duodenite

Il duodeno (evidenziato in rosso)

La duodenite è un'infiammazione del duodeno. Può avere un decorso acuto o cronico.

## Segni e sintomi
Sintomi noti della duodenite includono: 
- dolore addominale
- vomito
- nausea
- disagio al livello dello stomaco

## Eziologia
Le cause note di duodenite includono:
- Infezione da Helicobacter pylori
- Celiachia
- Altre infezioni batteriche
- Infezioni virali
- Effetti collaterali dei FANS
- Malattie autoimmuni (p.e. il morbo di Crohn)
- Linfocitosi duodenale
- Forme idiopatiche

## Diagnosi
La diagnosi viene generalmente effettuata mediante endoscopia con biopsia per valutare l'istologia. L'analisi dei sintomi e delle condizioni associate è importante.

## Terapia
Il trattamento mira a rimuovere il fattore 'irritante o l'infezione. L'infezione da Helicobacter pylori è di solito trattata con antibiotici.